# Maurupt-le-Montois
Maurupt-le-Montois és un municipi francès, situat al departament del Marne i a la regió del Gran Est. L'any 2007 tenia 566 habitants.

## Demografia

### Població
El 2007 la població de fet de Maurupt-le-Montois era de 566 persones. Hi havia 216 famílies, de les quals 64 eren unipersonals (28 homes vivint sols i 36 dones vivint soles), 52 parelles sense fills, 84 parelles amb fills i 16 famílies monoparentals amb fills.
La població ha evolucionat segons el següent gràfic:
Habitants censats

### Habitatges
El 2007 hi havia 243 habitatges, 223 eren l'habitatge principal de la família, 9 eren segones residències i 11 estaven desocupats. 240 eren cases i 3 eren apartaments. Dels 223 habitatges principals, 175 estaven ocupats pels seus propietaris, 46 estaven llogats i ocupats pels llogaters i 2 estaven cedits a títol gratuït; 7 tenien dues cambres, 39 en tenien tres, 74 en tenien quatre i 103 en tenien cinc o més. 166 habitatges disposaven pel capbaix d'una plaça de pàrquing. A 84 habitatges hi havia un automòbil i a 96 n'hi havia dos o més.

### Piràmide de població
La piràmide de població per edats i sexe el 2009 era:
| Homes | Edats   | Dones |
| ----- | ------- | ----- |
| 0     | 95 o +  | 0     |
| 0     | 90 a 94 | 0     |
| 0     | 85 a 89 | 4     |
| 0     | 80 a 84 | 4     |
| 28    | 75 a 79 | 12    |
| 8     | 70 a 74 | 20    |
| 12    | 65 a 69 | 20    |
| 4     | 60 a 64 | 12    |
| 20    | 55 a 59 | 4     |
| 44    | 50 a 54 | 20    |
| 24    | 45 a 49 | 36    |
| 8     | 40 a 44 | 8     |
| 20    | 35 a 39 | 24    |
| 20    | 30 a 34 | 12    |
| 12    | 25 a 29 | 16    |
| 20    | 20 a 24 | 20    |
| 40    | 15 a 19 | 20    |
| 16    | 10 a 14 | 4     |
| 16    | 5 a 9   | 24    |
| 8     | 0 a 4   | 12    |

## Economia
El 2007 la població en edat de treballar era de 372 persones, 259 eren actives i 113 eren inactives. De les 259 persones actives 229 estaven ocupades (139 homes i 90 dones) i 30 estaven aturades (13 homes i 17 dones). De les 113 persones inactives 30 estaven jubilades, 30 estaven estudiant i 53 estaven classificades com a «altres inactius».

### Ingressos
El 2009 a Maurupt-le-Montois hi havia 226 unitats fiscals que integraven 577,5 persones, la mediana anual d'ingressos fiscals per persona era de 15.569 €.

### Activitats econòmiques
Dels 7 establiments que hi havia el 2007, 1 era d'una empresa alimentària, 1 d'una empresa de construcció, 1 d'una empresa de comerç i reparació d'automòbils, 2 d'empreses d'hostatgeria i restauració, 1 d'una empresa immobiliària i 1 d'una empresa de serveis.
Dels 2 establiments de servei als particulars que hi havia el 2009, 1 era una lampisteria i 1 restaurant.
L'únic establiment comercial que hi havia el 2009 era una fleca.
L'any 2000 a Maurupt-le-Montois hi havia 4 explotacions agrícoles.

## Equipaments sanitaris i escolars
El 2009 hi havia una escola elemental.

## Poblacions més properes
El següent diagrama mostra les poblacions més properes.